# Yelena Makushkina
Yelena Makushkina es una deportista soviética que compitió en remo. Ganó cuatro medallas en el Campeonato Mundial de Remo entre los años 1981 y 1987.

## Palmarés internacional
| Campeonato Mundial | Campeonato Mundial     | Campeonato Mundial | Campeonato Mundial |
| Año                | Lugar                  | Medalla            | Prueba             |
| ------------------ | ---------------------- | ------------------ | ------------------ |
| 1981               | Múnich (RFA)           | Medalla de oro     | Ocho con timonel   |
| 1982               | Lucerna (Suiza)        | Medalla de oro     | Ocho con timonel   |
| 1983               | Duisburgo (RFA)        | Medalla de oro     | Ocho con timonel   |
| 1987               | Copenhague (Dinamarca) | Medalla de bronce  | Ocho con timonel   |